# 约翰尼·沃尔基维斯特
约翰尼·沃尔基维斯特（英語：Johnny Wahlqvist，1973年—2017年1月30日），瑞典举重选手，曾经获得瑞典国内数座冠军，特别是仰臥推舉。他还参加获得数个全国、欧洲冠军。
他还参加了数个电视节目，比如《瑞典天才》、《波士顿茶党》。